# Rémi Bassereau
Rémi Bassereau (Paris, 26 de fevereiro de 1999) é ex-voleibolista indoor e atualmente jogador de vôlei de praia francês, conquistou  a medalha de ouro no Campeonato Europeu Sub-18 de 2015 na Letônia, também a medalha de bronze no Campeonato Europeu Sub-18 em 2016 na Chéquia.

## Carreira
Filho de ex-jogadores de vôlei, no vôlei de quadra, atuou pelas categoria Sub-19 da seleção francesa conquistando a medalha de prata no Festival Olímpico da Juventude Europeia em 2017 na cidade de Győr; tem passagens pelo Entente Sportive Yerroise Volley Ball (2016-17), neste seu pai Christian atuou como presidente, depois, ingressou no Centro de Treinamento em Châtenay-Malabry (Hauts-de-Seine), e foi contratado pelo Montpellier HSC Volley-Ball (2017 a 2019), onde sofreu algumas lesões e  transferiu-se para o Narbonne Volley (2019 a 2022) pelo qual conquistou o título da Taça Challenge de 2021-22.
Em 2015, formou dupla com Timothée Platre no campeonato nacional e terminaram em quarto na etapa de Saint-Quay-Portrieux e foram medalhistas de ouro na edição do Campeonato Europeu Sub-18 em Riga e o quarto lugar no Campeonato Mundial Sub-19 de 2016 em Lárnaca e no mesmo ano foram medalhistas de bronze no Campeonato Europeu Sub-18 em Brno. Em 2021, retorna a modalidade e formando dupla com Romain Di Giantommaso conquistoy o vice-campeonato nacional na etapa de Le Touquet. Estreou no circuito mundial em 2022 ao lado do ex-voleibolista indoor Julien Lyneel, no evento do Elite 16 em Paris, alcançaram o nono lugar nos Challenges de Maldivas e Torquay, e no Elite 16 em Torquay.
Em 2023, esteve com Lyneel no Challenge de La Paz (México) terminando em quinto, ocupando o vigésimo quinto lugar nos Challenge de Itapema e Saquarema , além do décimo terceiro no Elite 16 em Uberlândia, na série nacional esteve com Arnaud Loiseau e depois, com Arnaud Gauthier-Rat terminaram em nono no Campeonato Europeu de 2023 em Viena e conquistou a medalha de prata no Future em Montpellier.

## Títulos e resultados
- Future de Montpellier do Circuito Mundial de Vôlei de Praia de 2023
- Campeonato Mundial Sub-19 de 2016

## Títulos (indoor)
Narbonne Volley
- Taça Challenge: 2021–22